# 1897
Cette page concerne l'année 1897 (MDCCCXCVII en chiffres romains) du calendrier grégorien.
L'année 1897 est une année commune qui commence un vendredi.

## Événements
- Réchauffement hivernal à partir de 1897[1].

### Afrique
- 4 janvier[2] : massacre du consul James Robert Phillips et de ses hommes alors qu’ils se rendaient à Bénin sans autorisation[3].
- 27 janvier : bataille de Bida. Le royaume de Nupe (Nigeria) est envahi par les Britanniques[4].
- 6 février : les almani du Fouta-Djalon acceptent le protectorat de la France[5].
- 9 février : début de l'expédition punitive britannique contre le royaume du Bénin à la suite du meurtre de Phillips[2].
- 13 février : déclaration du général Gallieni instituant la liberté de religion à Madagascar[6].
- 14 février : début de la révolte des Batetela ou révolte de l’avant-garde de l’expédition de l’État indépendant du Congo vers le Nil (fin en juin 1900)[7].
- 17 février : victoire des troupes de l’État indépendant du Congo sur les Mahdistes à la bataille de Redjaf. Elles occupent le Lado[8].

- 18 février : occupation de Bénin, la capitale des Edo, dans le sud-ouest du Nigeria actuel, par les Britanniques. Sac du palais royal : des milliers d’objets en ivoire et en métal sont envoyés en Europe[3].
- 27 - 28 février : destitution et exil de la reine Ranavalona III par le  général Gallieni ; la royauté est abolie à Madagascar[9].
- 6 mars : la capitale du Togoland est transférée de Aného à Lomé par le gouverneur August Köhler[10].
- 5 avril : le sultan de Zanzibar Hamoud ibn Mohammed signe un traité abolissant l’esclavage à Zanzibar et à Pemba[11].
- 22 avril : première déclaration publique de la Gold Coast Aborigines Rights Protection Society (ARPS)[12].
- 4 mai : traité entre capitaine Cazemajou pour la France et le roi de Diébougou[13].
- 15 mai : Samory Touré détruit la ville de Kong[14].
- 19 mai : prise de Say (Niger) par les Français du capitaine Betbeder. Un poste français y est fondé en juillet[15].
- 20 mai : émeutes antisémites à Oran à la suite d'un incident impliquant un conseiller municipal antisémite oranais, Irr, lors d’une course cycliste à Mostaganem le 16 mai. La « crise anti-juive » culmine dans l’Oranais jusqu’au 1er juin[16]. Une partie des colons s’oppose à l’intégration des Juifs qui ont acquis la citoyenneté française grâce au décret Crémieux (1870). Cette vague d’antisémitisme gagne rapidement l’ensemble du pays, notamment Alger et Constantine.
- 9 juin : décret de fondation de l’hôpital civil français à Tunis, futur Hôpital Charles-Nicolle, inauguré le 21 novembre 1898[17].
- 23 juillet : Joseph Chamberlain supprime les petites forces locales pour créer la WAFF (Royal West African Frontier Force (en)), organisée par Frederick Lugard[18] et forte de 6 500 hommes (dont 6 300 Africains) en 1901.
- 7 août : victoire anglo-égyptienne sur les Mahdistes à la bataille d’Abu Hamed[19]. Malgré plusieurs succès et l’envoi de renforts d’Égypte, les Britanniques jugent plus prudent d’arrêter la reconquête du Soudan. Ils craignent en effet qu’un revers de situation ne déclenche une insurrection en Égypte où l’opinion publique leur est de plus en plus hostile.
- 20 août : massacre de la colonne Braulot par les forces de Samory Touré[20].
- Août : grève des ouvriers de Lagos[21].
- 3 septembre, Éthiopie : capture du roi Gaki Sherocho (en)[22]. Le Kaffa révolté est définitivement soumis après neuf mois de campagne.
- 20 septembre : le souverain du Baguirmi Abd er-Rhamane II, devant l’influence grandissante de Rabah, sollicite le protectorat de la France[23].
- 23 septembre : mutinerie des soldats Khartoumiens en Ouganda (Uganda Rifles)[24].
- 25 septembre : occupation de Bobo-Dioulasso par les Français[25]. Bloqué au nord-est, Samori Touré revient sur ses pas et attaque Bissandougou, mais les populations forestières de Côte d’Ivoire lui refusent le passage et il est capturé à Guélémou en 1898.
- 1er octobre : Louis Lépine est nommé gouverneur général de l’Algérie (fin en 1898)[26].

Drapeau de l’empire d’Éthiopie.

- 6 octobre : adoption du drapeau éthiopien rouge, jaune et vert[27].
- 27 octobre, Rhodésie : la capture du chef Kagubi[28], puis celle de la prêtresse Nehanda en décembre, marquent la fin de la seconde guerre Matabélé. Le 2 mars 1898, ils sont accusés d’assassinat et condamnés à la mort par pendaison. Les forces armées britanniques battent les Machona, qui rejoignent dans des réserves les combattants Matabélé, qui avaient pris les armes en 1896 pour s’opposer sans succès à la pénétration britannique dans la région. Les prêtres shonas encouragent la révolte dans la vallée du Zambèze (1897-1903)[29].
- 15 novembre : troisième enquête disciplinaire contre Carl Peters, gouverneur du Tanganyika, dénoncé pour ses exactions par la presse catholique et socialiste allemande. Il est révoqué[30].
- 1er décembre, Tunisie : un décret beylical institue le « fonds de colonisation »[31]. Le programme de colonisation français est adopté avec l’aval des puissances européennes. Une caisse de colonisation sert désormais d’intermédiaire entre l’État et les acquéreurs. Paris obtient également par une série de traités la fin du régime des capitulations.
- 25 décembre : l’Italie cède Kassala à la Grande-Bretagne[32].
- 30 décembre : le Zoulouland est rattaché au Natal[33].
- Décembre : le gouverneur de Harar Ras Makonnén pacifie la région du Aoussa au Ouébi. les Éthiopiens soumettent le Ouallamo, le Borana et les Béni-Changoul[34].

### Amérique
- 4 mars : début de la présidence républicaine de William McKinley aux États-Unis (fin en 1901)[35].
- 5 mars : début de la révolution conservatrice menée par Aparicio Saravia (en) en Uruguay[36].
- 16 juin : William McKinley signe le traité d'annexion des îles Hawaii[37].
- 18 septembre : Pacto de la Cruz. Fin de la guerre civile qui oppose colorados et blancos en Uruguay. Le président du Sénat, le libéral Juan Lindolfo Cuestas, signe la paix avec le chef des conservateurs et chef de la rébellion, le caudillo conservateur Aparicio Savaria[38]. Six départements passent sous la domination politique et administrative des conservateurs. Désormais deux gouverneurs cohabitent.

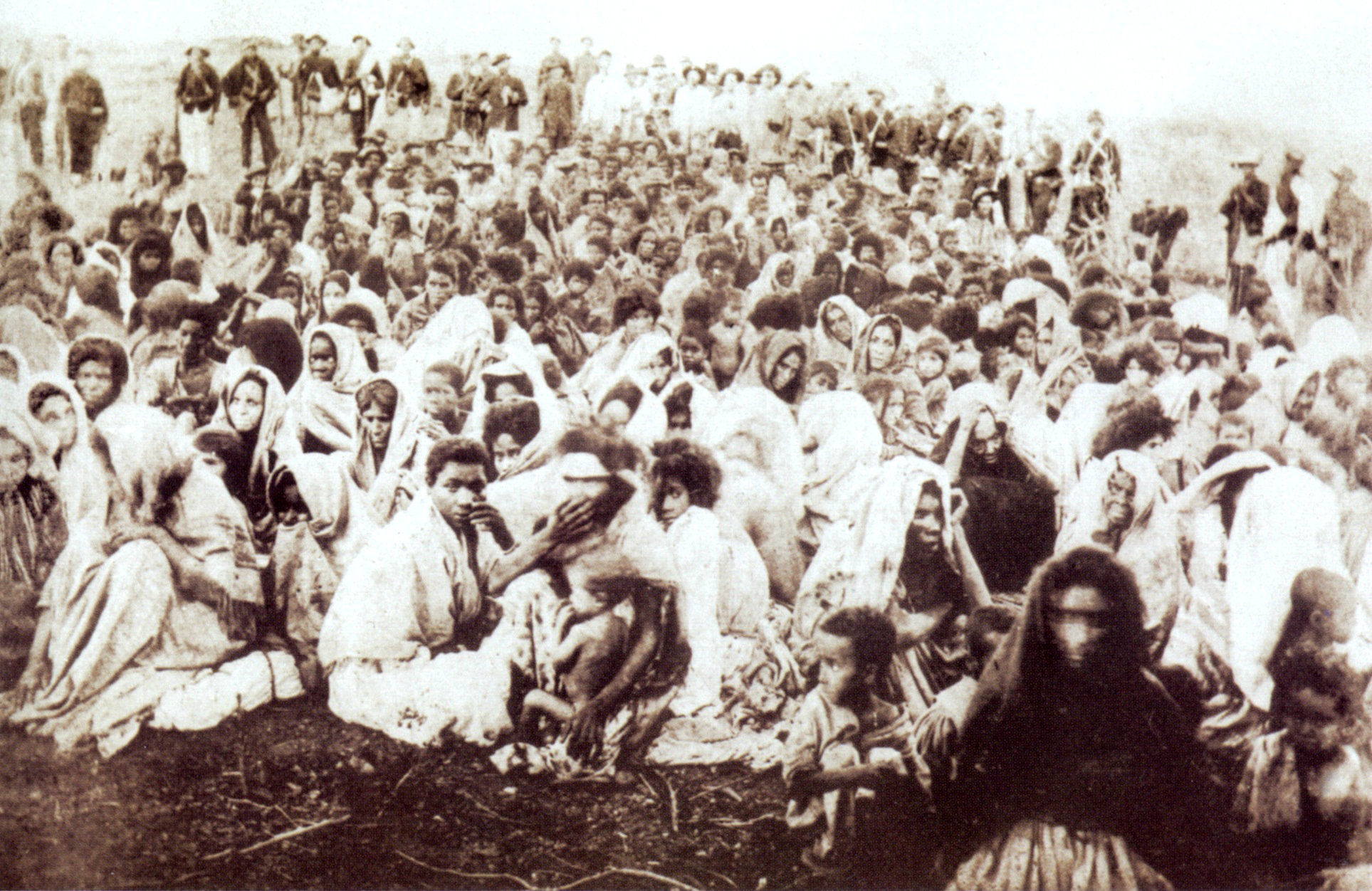
Survivants de la guerre de Canudos dans le nord-est du Brésil, en 1897, après que la rébellion paysanne dirigée par Antônio Conselheiro a été écrasée par l'armée régulière brésilienne. Nombre de ces survivants trouvent par la suite refuge dans les grandes villes, où ils s'établissent dans des bidonvilles.

- 5 octobre : fin de la résistance de Canudos face à l'armée brésilienne[39].
- 31 octobre : rappel du général Valeriano Weyler[40], artisan de la politique de « reconcentration » à Cuba (premiers camps de concentration de l'Histoire).
  - La presse américaine pousse à l’intervention à Cuba. En rapportant la répression espagnole à Cuba (politique de « reconcentration » de la population), les journaux américains appuient la cause des révolutionnaires. Afin de désarmer cette campagne de sympathie à l’égard des rebelles, Madrid rappelle son gouverneur Weyler.
- 14 et 17 juillet : l’arrivée à Seattle de deux vapeurs chargés d’or déclenche la Ruée vers l’or du Klondike (fin en 1898)[41]. Elle entraîne un différend frontalier en Alaska entre les États-Unis et le Canada[42].

### Asie
- 12 février : Paul Doumer prend ses fonctions de gouverneur général de l’Union indochinoise (fin en octobre 1902)[43]. Il prend des mesures pour « construire l’Indochine » (« plan Doumer » de 1898). Taxes et corvées se multiplient, suscitant en 1908 les premières grandes révoltes rurale, puis ouvrières[44].
- 22 mars : Emilio Aguinaldo devient le premier président de la république aux Philippines[45].
- 23 mars : la pollution dans la mine de cuivre d’Ashio débouche sur une manifestation. 800 fermiers marchent sur Tokyo et entrent en conflit avec la police. Le 27 mai le ministre de l’agriculture et du commerce publie un calendrier pour résoudre le problème. Il s’agit d’un des premiers grands conflits sociaux liés à l’industrialisation du Japon[46].
- 29 mars : une nouvelle loi établit l’étalon or au Japon[47]. Il s’agit pour le gouvernement de compenser la dépréciation de l’argent, utilisé comme étalon jusqu’alors. À la fin du siècle, le Japon commence à entretenir des finances de grande puissance et doit faire face à une forte progression des dépenses militaires. Quatre emprunts seront émis pour couvrir les dépenses de la guerre contre la Chine.
- 6 avril : accord secret entre le Royaume-Uni et le Siam sur les frontières entre le Siam et la Malaisie[48].
- Avril : création du premier syndicat ouvrier au Japon par Fusataro Takano[49], rebaptisé (Rodo kumiai kiseikai) en juillet.
- Mai : l’explorateur britannique Savage Landor est fait prisonnier au Tibet du Sud[50].

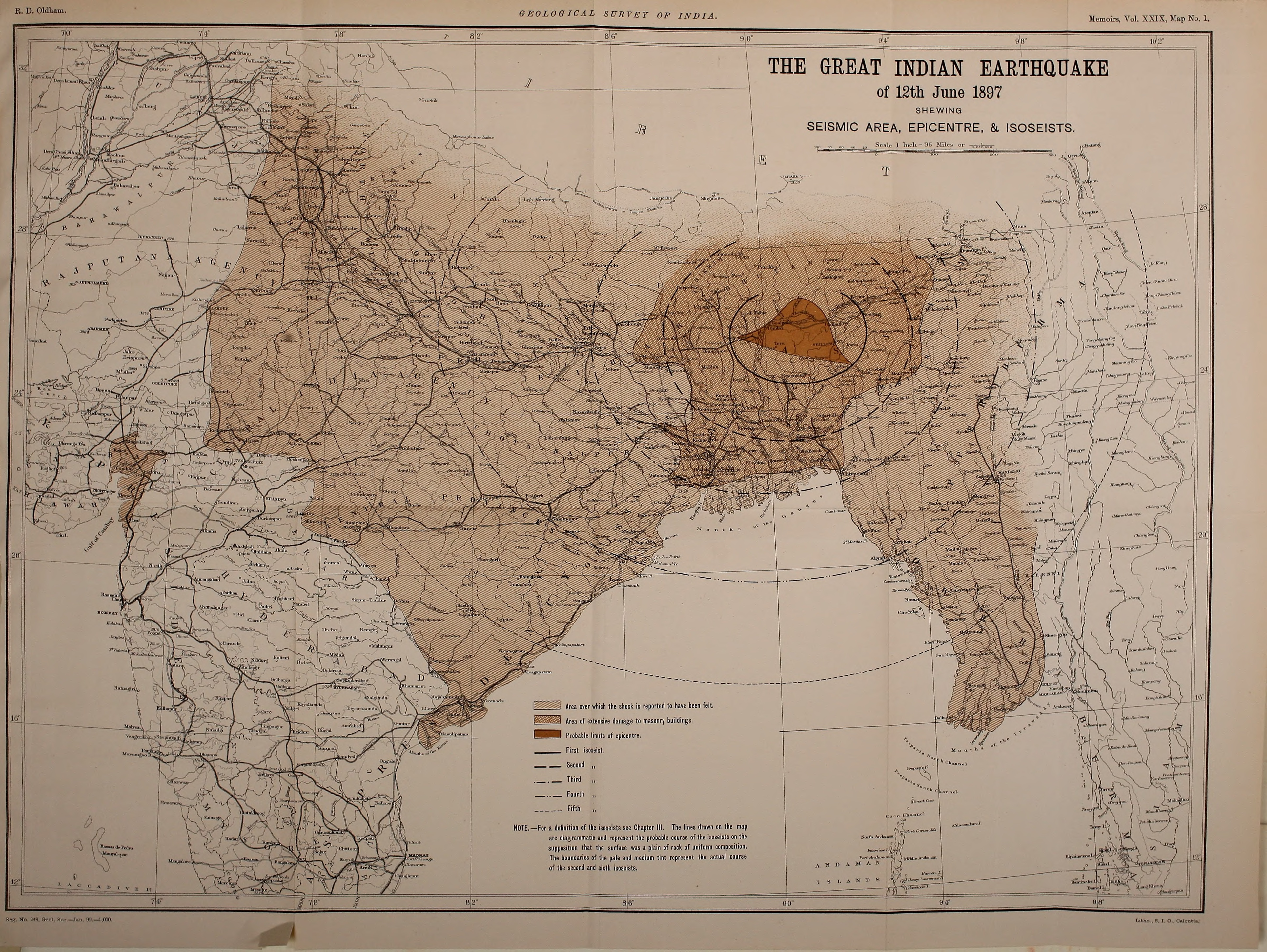
Carte montrant l'épicentre et les zones touchées par le séisme en Assam.

- 12 juin : un tremblement de terre (en) de magnitude 8.0 tue 1542 personnes et cause de lourds dégâts en Assam en Inde[51].
- 22 juin : manifestations grandioses célébrant le jubilé de la reine Victoria en Inde, alors que le pays est en proie à la famine. Ce même jour, Walter Rand, un officiel britannique chargé d'appliquer la loi martiale est assassiné à Poona par des nationalistes, les frères Chapekar[52],[53].
- 25 juillet (résistance des Arméniens) : raid de Khanassor mené par les Dachnaks à partir de la Perse, qui aboutit à la destruction de la tribu kurde Mazrig, responsable du massacre de 800 Arméniens[54].
- 26 juillet - 2 août : les tribus pachtounes assiègent une garnison britannique dans la région du Malakand[55].
- 14 août : fin du gouvernement intérimaire au Liban. Istanbul nomme Naoum Pacha gouverneur du Liban[56]. Par ailleurs, un recensement de la population du sandjak de Beyrouth fait apparaître une poussée démographique des musulmans au-delà des frontières du Liban autonome.
- 29 - 31 août : 1er Congrès sioniste à Bâle sous la direction de Theodor Herzl, avec la promulgation de la Déclaration de Bâle selon laquelle le sionisme a pour but la création d’un foyer national juif, et création des organes de l’Organisation sioniste mondiale, chargé de la mobilisation politique. Theodor Herzl en est nommé son premier président[57]. Lors de ce congrès le pasteur luthérien allemand Johannes Lepsius, défenseur de la cause arménienne, persécuté par les autorités allemandes qui soutenaient le gouvernement ottoman, tente de lier la cause des deux peuples dispersés, dans son rapport intitulé : « Arméniens et Juifs en exil, ou l’avenir de l’Orient compte tenu de la question arménienne et du mouvement sioniste ».
- 12 octobre[58] : le roi de Corée Kojong, rétablit sur son trône avec l’appui de l’ambassade russe, proclame le Grand Empire de Corée (Daehan Jeguk). C’est la Russie qui devient la puissance tutélaire de la monarchie coréenne (fin en 1905).
- 1er novembre, Chine : des membres de la société secrète du Grand Couteau assaillent la mission allemande de Jiazhuang dans le Shandong et assassinent deux religieux[59].
- 14 novembre, Chine : le contre-amiral von Diederichs prend possession en garantie de la baie de Jiaozhou et fonde une base navale à Qingdao au Shandong[59]. Il promet à la Chine de s’opposer à la pénétration japonaise.
- 14 décembre, Philippines : le gouverneur espagnol Primo de Rivera signe avec Aguinaldo, qui a proclamé la République, un cessez-le-feu à Biac-Na-Bato[60]. L’insurrection des nationalistes philippins, commencée en juillet, n’est que suspendue : les combats reprendront en 1898. Les dirigeants précédents ont été exécutés par les Espagnols comme José Rizal (1896) ou ont été victimes des rivalités régnant parmi les insurgés (Bonifacio le 10 mai).

- Le grand mufti de Jérusalem, Mohammed Tahir al-Husayni[61] qui préside la Commission des transferts de terres s’oppose à l’extension des colonies juives en Palestine[62].

### Europe
- 15 janvier (3 janvier du calendrier julien) : réforme monétaire de Serge Witte en Russie[63]. Dévaluation du rouble à un tiers de sa valeur, adoption de l’étalon-or, convertibilité du rouble-papier grâce à une forte encaisse.
- 28 janvier : premier recensement de la population de l’Empire russe[64] qui compte 129 millions d’habitants, dont 13 % de citadins ; 5,7 millions d’habitants en Sibérie. L’accroissement annuel atteint 1,6 million d’habitants.

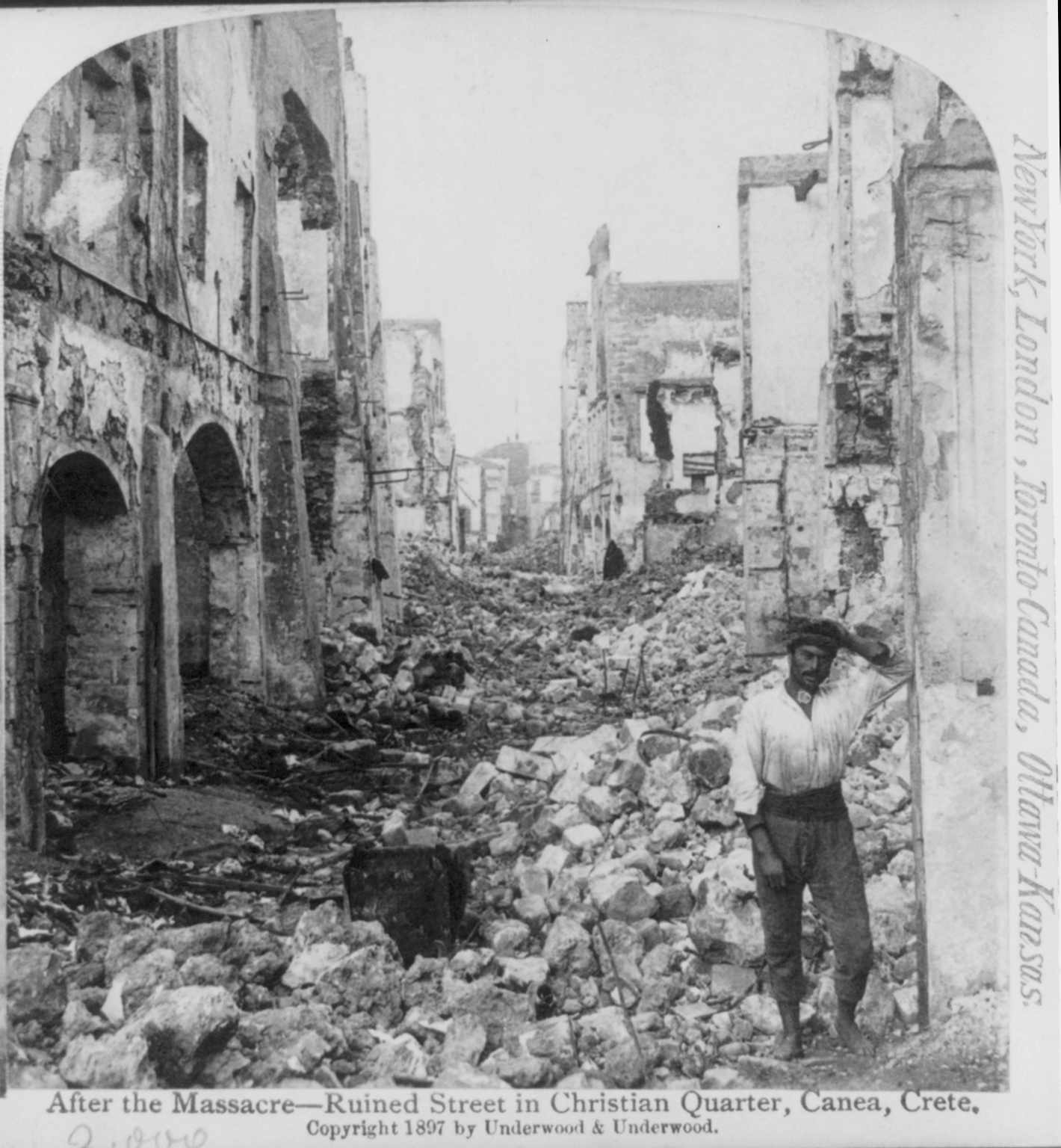
Ruines de La Canée après le massacre de 1897.

- 4 février (23 janvier du calendrier julien), révolte crétoise : les massacres des chrétiens par les Turcs reprennent à La Canée malgré le programme de réforme établi par la conférence de Constantinople le 25 août 1896 ; la ville est incendiée[65].
- 16 février (3 février du calendrier julien) : débarquement des forces grecques à Kolymbari. La Grèce intervient en Crète et provoque la mobilisation turque le lendemain[66]. L’Allemagne et la Russie condamnent la Grèce. Les grandes puissances proposent un compromis le 2 mars. Les Grecs retirent leurs troupes de l’île le 9 mai et la Crète reçoit un statut d’autotomie[67].
- 3 avril : fondation à Vienne du mouvement de la Sécession, par des artistes tels que Gustav Klimt, ou Otto Wagner[68].
- 5 avril : crise constitutionnelle en Autriche autour des lois Badeni. Le ministre-président accorde à la Bohême l’égalité linguistique avec l’Autriche. Cette décision déclenche la fronde des députés allemands au Reichsrat[69].
- 8 avril : le social-chrétien Karl Lueger est élu maire Vienne (fin en 1910)[70].

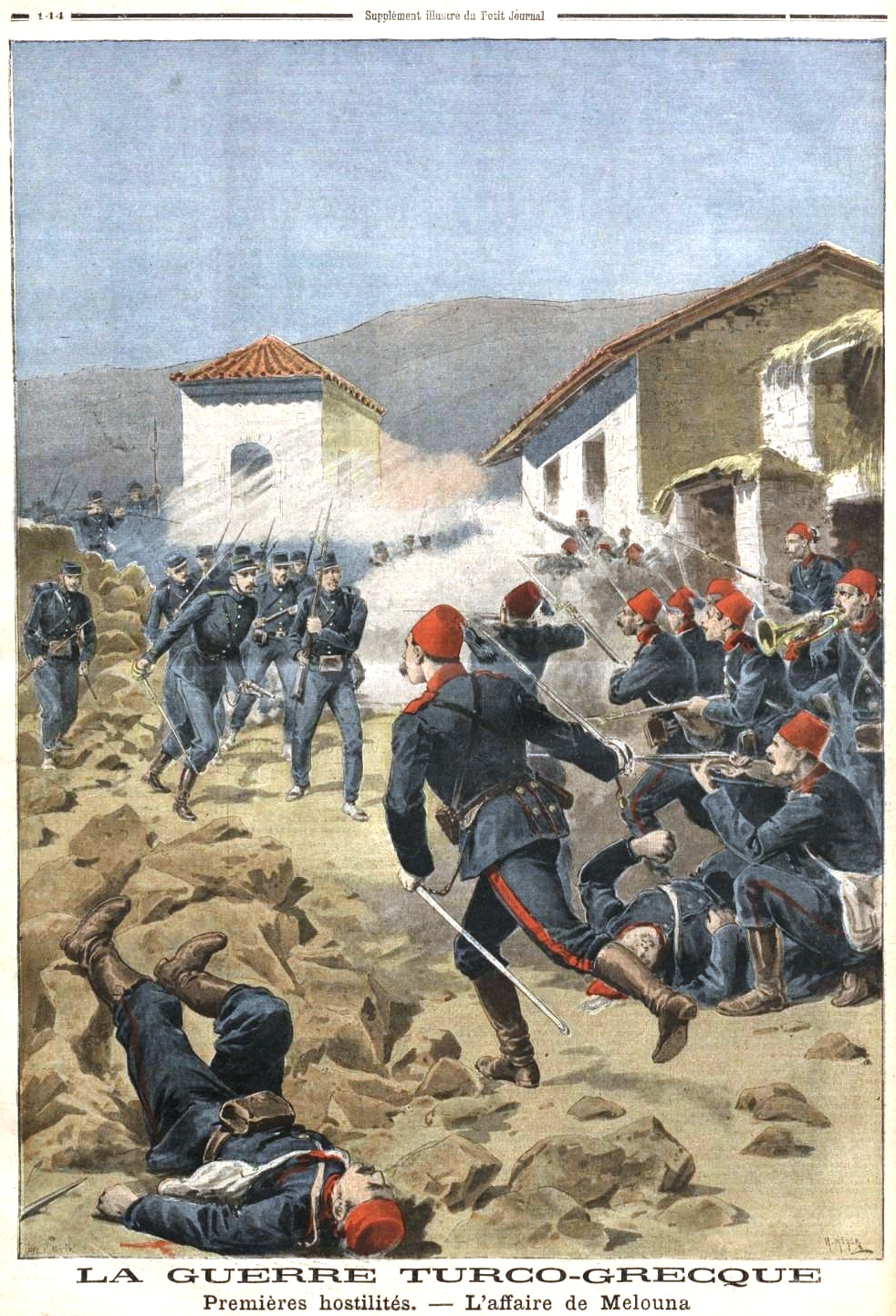
18 avril-18 mai : guerre gréco-turque. Premiers affrontements à Melouna. Le Petit Journal, 2 mai.

- 18 avril-18 mai : (6 avril-6 mai du calendrier julien[66]) : guerre gréco-turque. Les Grecs sont battus face aux Ottomans aux batailles de Pharsale le 5 mai et de Domokos le 17 mai[67].
- 22 avril : attentat manqué contre le roi Humbert Ier d’Italie[71].
- 30 avril : convention austro-russe de Saint-Pétersbourg[72]. Il s’agit de maintenir le statu quo dans les Balkans, alors que la situation en Macédoine ne cesse de se détériorer. La Russie, toute à sa politique extrême-orientale, n’entend pas remettre en question la présence de la Turquie, tandis que l’Autriche craint qu’une victoire des Macédoniens n’aboutissent à la formation d’une Grande-Bulgarie.

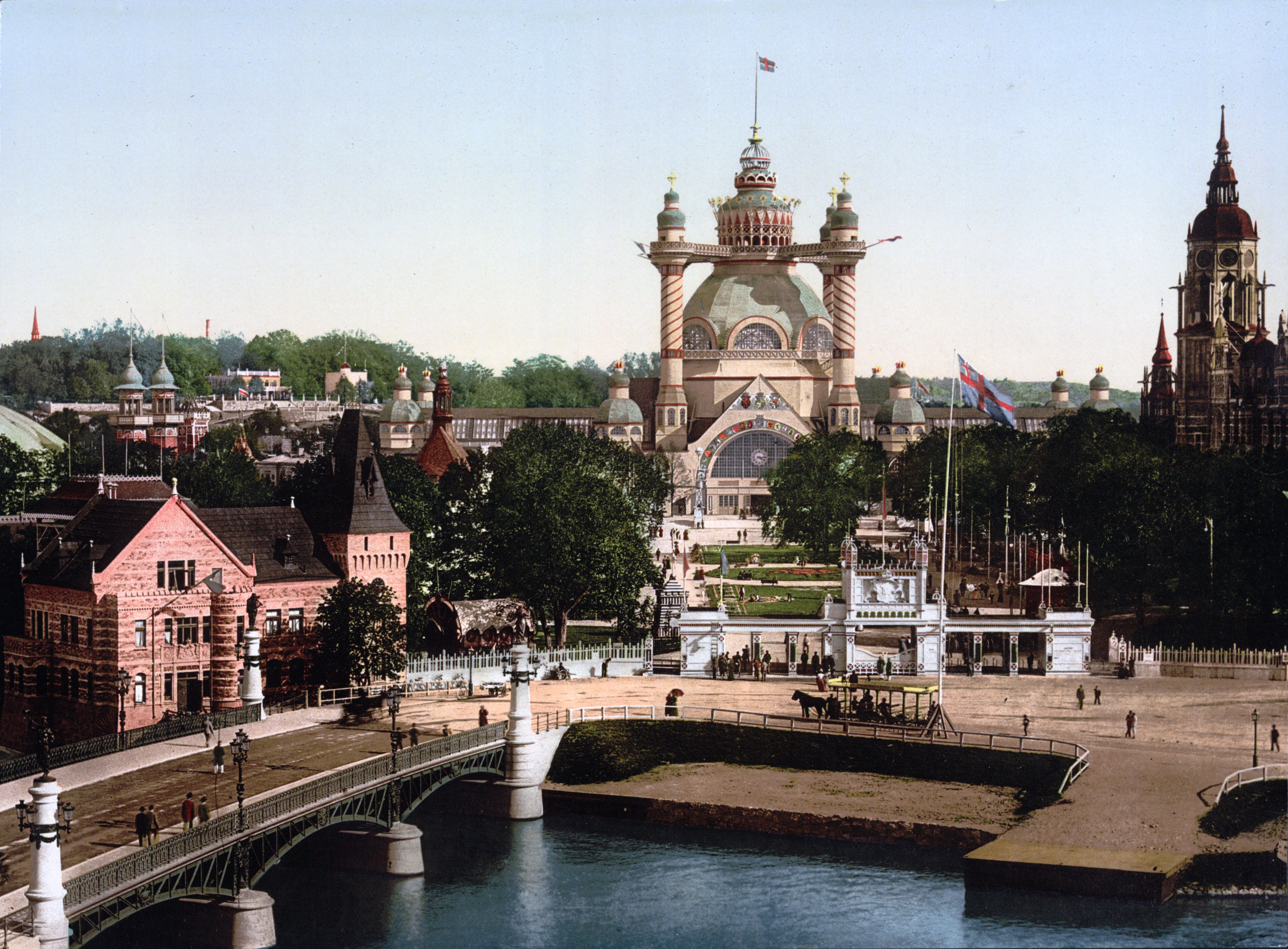
13 mai : ouverture de l’exposition d’art et d’industrie de Stockholm.

- 4 mai : l'incendie du Bazar de la Charité à Paris fait 121 victimes en majeure partie des dames de la haute société dont la duchesse d'Alençon, sœur de l'impératrice-reine d'Autriche-Hongrie ;
- 10 mai au 8 novembre : Exposition universelle de Bruxelles. Exposition coloniale de Tervuren en Belgique[74].
- 2 juin, Russie : limitation de la journée de travail à 11h 30, obligation du repos dominical[75].
- 3 juin, guerre gréco-turque (22 mai du calendrier julien) : vaincue, la Grèce signe un armistice à Taratsa, près de Lamia, avec le sultan ottoman, qui exige la Thessalie[76].
- 7 juin : fondation de l'Union suisse des paysans à Berne[77].
- 22 juin : célébration du soixantième anniversaire du règne de la reine Victoria[53].
- Juin : création du Parti national-démocrate polonais (Stronnictwo Narodowo-Demokratyczne) par Roman Dmowski[78].
- 24 juillet, Allemagne : le Reichstag repousse un projet de loi restreignant la liberté de réunion. Le texte présenté par l’empereur Guillaume II est repoussé à une très courte majorité[79].
- 30 juillet-1er août, Royaume de Saxe et Autriche-Hongrie : une crue catastrophique de l'Oder et de ses affluents désole la Bohême et la Silésie[80]. En réaction, les autorités confient au Pr. Otto Intze la conception d'un programme de barrages écrêteurs de crue.
- 8 août : assassinat à Barcelone par un anarchiste italien d’Antonio Cánovas del Castillo; président du Conseil des ministres en Espagne[71].
- 29-31 août : premier congrès sioniste à Bâle. Adoption d’un programme visant à créer un foyer national juif[57].
- 25 - 27 septembre : fondation à Wilno du Bund, Union générale des travailleurs juifs de Russie, de Lituanie et de Pologne[81]. Il s’oppose au sionisme.
  - Formation en Russie de groupes « socialistes révolutionnaires » issus du populisme à Saratov (1890), Minsk (congrès du Bund de 1897 et congrès des sociaux démocrates russes 1898) et Kharkov (congrès du parti socialiste révolutionnaire de 1901)[82]. Ils veulent renouer avec l’agitation en milieu paysan.
- Septembre : fondation de l’Union nationale des sociétés pour le suffrage féminin au Royaume-Uni (NUWSS, National Union of Women's Suffrage Societies)[83].
- 4 octobre : le libéral Práxedes Mateo Sagasta gouverne en Espagne jusqu’en 1899[84].
- 30 novembre : cabinet Paul Gautsch en Autriche[85].
- 4 décembre, guerre gréco-turque (22 novembre du calendrier julien) : la paix est signée à Constantinople[86]. La Turquie, soutenue par Berlin et Vienne, sort singulièrement renforcée de la crise, tandis que la Grèce s’enfonce dans l’anarchie. Les puissances européennes imposent cependant à la Crète un statut d’autonomie.

- Troubles agraires en Hongrie[87].
- En Hongrie, le gouvernement du baron Bánffy lance une campagne pour la magyarisation des patronymes. Les noms de lieux sont magyarisés (1898) et les changements des noms de familles sont favorisés, notamment en Transylvanie[88].

## Naissances en 1897
- 1er janvier : Albert de Vleeschauwer, homme politique belge († 24 février 1971).
- 2 janvier :
  - Ramdas Gandhi, révolutionnaire indien († 14 avril 1969).
  - Gaston Monnerville, homme politique français († 7 novembre 1991).
- 5 janvier : Theo Mackeben, pianiste, chef d'orchestre et compositeur allemand († 10 janvier 1953).
- 9 janvier : Luis Gianneo, compositeur argentin († 15 août 1968).
- 10 janvier : Paul Lemasson,  peintre français († 22 septembre 1971).
- 11 janvier :
  - Sauveur Marius Di Russo, peintre français († 18 novembre 1983).
  - Kazimierz Nowak, explorateur polonais († 13 octobre 1937).
- 13 janvier : Nils Asther, acteur suédois († 13 octobre 1981).
- 14 janvier : Cagnaccio di San Pietro, peintre italien († 29 mai 1946).
- 17 janvier :
  - Anna Garcin-Mayade, peintre et résistante française († 3 mai 1981).
  - Marcel Petiot, tueur en série français († 25 mai 1946).
- 21 janvier :
  - René Iché, sculpteur français († 23 décembre 1954).
  - Jim Sévellec, peintre et céramiste français († 21 mai 1971).
- 23 janvier : Subhas Chandra Bose, dirigeant nationaliste indien († 18 août 1945).
- 24 janvier :
  - Angelo De Martino, coureur cycliste italien († 17 août 1979).
  - Fernand Ledoux, comédien français († 21 septembre 1993).

- 2 février : Isaachar Ryback, peintre russe puis soviétique et français († 21 décembre 1935 ou 22 décembre 1935).
- 5 février :
  - Sim Gokkes, compositeur néerlandais († 1943).
  - Clemente Gracia, footballeur espagnol († 6 mars 1981).
- 6 février :
  - Pierre Commarmond, peintre et affichiste français († 20 juillet 1983).
  - Victor Goddard, haut commandant dans la Royal Air Force pendant la Seconde Guerre mondiale († 21 janvier 1987).
  - Austin Hudson, homme politique britannique († 29 novembre 1956).
  - Maurice Ménardeau, peintre français († 11 avril 1977).
- 8 février : Guy Baer, peintre suisse († 22 mai 1985).
- 10 février : Judith Anderson, actrice australienne († 3 février 1992).
- 11 février :
  - Yves de la Casinière, musicien, compositeur et pédagogue français († 26 octobre 1971).
  - Denis Verschueren, coureur cycliste belge († 18 avril 1954).
- 14 février : Jørgen Bentzon, compositeur danois († 9 juillet 1951).
- 15 février : J. Mohammed Imam, homme politique indien († 27 décembre 1982).
- 24 février : Raymond Kanelba, peintre polonais († 23 juillet 1960).
- 26 février : Frank Ellis, acteur américain († 23 février 1969).

- 6 mars : Knudåge Riisager, compositeur danois († 26 décembre 1974).
- 8 mars : Pat Flaherty, acteur américain († 2 décembre 1970).
- 13 mars : Marcel Thiry, écrivain belge d'expression française et militant wallon († 5 septembre 1977).
  - Yéghiché Tcharents, écrivain arménien († 23 novembre 1937).
- 14 mars : Pierre-Eugène Clairin, peintre, illustrateur, graveur et résistant français († 7 juillet 1980).
- 16 mars : 
  - Antonio Donghi, peintre italien († 16 juillet 1963).
  - Conrad Nagel, acteur américain († 24 février 1970).
- 17 mars : Joë Bousquet, écrivain français († 28 septembre 1950).
- 19 mars : Joseph Darnand, figure majeure de la Collaboration française († 10 octobre 1945).
- 20 mars : Pierre Berjole, professeur de peinture, directeur d'école d'art, peintre, aquarelliste, illustrateur et décorateur français († 23 janvier 1990).
- 21 mars :
  - Eugene Borden, acteur français naturalisé américain († 21 juillet 1971).
  - Louis Germain, peintre français († 21 juin 1952).
- 24 mars : Charles Eyck, peintre et sculpteur néerlandais († 2 août 1983).
- 25 mars : 
  - Roger Chastel, peintre français († 12 juillet 1981).
  - Thérèse Debains, peintre française († 24 décembre 1974).
- 31 mars : Harold Houser, homme politique américain († 3 septembre 1981).

- 3 avril : Hélier Cosson,  peintre et illustrateur français († 24 avril 1976).
- 4 avril :
  - Jeanne Champillou, musicienne, peintre, graveuse et céramiste française († 22 mai 1978).
  - Pierre Fresnay, acteur français († 9 janvier 1975).
- 15 avril : Marcel Pierre, sculpteur et peintre français († 3 septembre 1969).
- 16 avril : Arthur Hoérée, compositeur et acteur belge († 2 juin 1986).
- 18 avril : Cheuvkat Mammadova, chanteuse d'opéra russe, azerbaïdjanaise puis soviétique († 8 juin 1981).
- 19 avril :
  - Charles Barraud, peintre suisse († 29 janvier 1997).
  - Raymond Brechenmacher, graveur au burin et peintre français († 19 avril 1973).
- 26 avril : Philip Tonge, acteur anglais († 28 janvier 1959).
- 28 avril : Seiji Tōgō, peintre japonais († 25 avril 1978).
- 29 avril : Mainie Jellett, peintre irlandaise († 16 février 1944).

- 2 mai : John Frederick Coots, auteur et compositeur américain († 8 avril 1985).
- 3 mai : Simone Breton, première épouse d’André Breton et personnalité du groupe surréaliste parisien, de 1921 à 1929 († 30 mars 1980).
- 4 mai : Phelps Phelps, homme politique américain († 10 juin 1981).
- 5 mai : Malla (Agustín García Díaz), matador espagnol († 4 juillet 1920).
- 6 mai : Harry d'Abbadie d'Arrast, réalisateur et scénariste argentin († 17 mars 1968).
- 19 mai : Frank Capra, réalisateur américain d'origine italienne († 3 septembre 1991).
- 20 mai : Wilhelm Kimmich, peintre allemand († 18 septembre 1986).
- 27 mai : John Douglas Cockcroft, physicien britannique († 18 septembre 1967).
- 29 mai : Erich Wolfgang Korngold, compositeur autrichien († 29 novembre 1957).
- 31 mai : Pierre Leemans, musicien et compositeur de musique classique belge († 10 janvier 1980).

- 5 juin : Rodolfo Irazusta, journaliste, essayiste et homme politique argentin († 3 juillet 1967).
- 8 juin : Jane Haining, missionnaire chrétienne britannique († 17 juillet 1944).
- 10 juin : Tatiana Nikolaïevna, Grande-duchesse de Russie, seconde fille de Nicolas II († 17 juillet 1918).
- 11 juin : Alexandre Tansman, compositeur d'origine polonaise († 15 novembre 1986).
- 13 juin : Fred Paterson,  homme politique britannique puis australien († 7 octobre 1977).
- 22 juin : Bul-Bul, chanteur russe puis soviétique († 26 septembre 1961).
- 24 juin : Jaro Hilbert, peintre, dessinateur et sculpteur français († 1er mars 1995).
- 25 juin : Basil Radford, acteur anglais († 20 octobre 1952).
- 26 juin : Wilhelm Heckmann, musicien et accordéoniste allemand Basil Radford
- 27 juin : André Collot, peintre, graveur et illustrateur français († 30 novembre 1976).
- 28 juin : Marie-Rose Zingg, fondatrice de la Pouponnière valaisanne († 15 février 1975).

- 7 juillet : Germain Van der Steen, peintre français († 12 avril 1985).
- 8 juillet : James Aubrey Simmons, magistrat et homme politique canadien († 30 novembre 1979).
- 9 juillet : Jean Cassou, écrivain, français († 16 janvier 1986).
- 10 juillet :
  - Manlio Brosio, homme politique et diplomate italien († 14 mars 1980).
  - John Gilbert, acteur américain († 9 janvier 1936).
- 15 juillet : Mladen Josić, peintre serbe puis yougoslave († 1er novembre 1972).
- 18 juillet : Monty Banks, acteur, réalisateur, scénariste et producteur italo-américain († 7 janvier 1950).
- 20 juillet : René Thomsen, peintre et graveur français († 28 juillet 1976).
- 23 juillet :
  - Roland Oudot, peintre et lithographe français († 10 juillet 1981).
  - Valentine Prax, peintre française († 15 avril 1981).
- 24 juillet : Albert de Teschen, militaire et homme politique austro-hongrois puis autrichien († 23 juillet 1955).
- 26 juillet :
  - Jakob Gapp, prêtre marianiste austro-hongrois puis autrichien († 13 août 1943).
  - Alfred Zeisler, acteur, producteur, réalisateur et scénariste américain d'origine allemande († 1er mars 1985).

- 2 août : Philippe Soupault, poète et écrivain français († 12 mars 1990).
- 3 août : Gabriele Acacio Coussa, cardinal syrien († 29 juillet 1962).
- 7 août : Carl Wery, acteur allemand († 14 mars 1975).
- 9 août :
  - János Csorba, homme politique hongrois († 11 septembre 1986).
  - Noël-Noël, acteur français († 4 octobre 1989).
- 10 août : James Fairfax, acteur britannique († 8 mai 1961).
- 11 août : Enid Blyton, romancière britannique († 28 novembre 1968).
- 12 août :
  - René Gouast, peintre français († 17 octobre 1980).
  - Otto Struve, astronome américain d'origine russe († 6 avril 1963).
- 14 août :
  - Benedetta Cappa, peintre et écrivaine italienne († 15 mai 1977).
  - Simone Plé-Caussade, pédagogue, compositrice et pianiste française († 6 août 1986).
- 17 août : María Angélica Pérez, religieuse argentine, bienheureuse († 20 mai 1932).
- 18 août : Milo Milunović, peintre serbe puis yougoslave († 11 février 1967).
- 24 août : Pierre Charbonnier, peintre, décorateur et réalisateur français († 2 juillet 1978).
- 25 août : Jaroslav Řídký, compositeur, chef d'orchestre, harpiste et professeur de musique tchèque († 14 août 1956).
- 30 août : Robert Villard, peintre, lithographe, sculpteur, architecte et enseignant français († 3 septembre 1977).
- 31 août : Fredric March, acteur américain († 14 avril 1975).

- 2 septembre : Étienne Béothy (István Beöthy), sculpteur hongrois († 27 novembre 1961).
- 3 septembre :
  - Elizaveta Karamihailova, physicienne bulgare († 24 avril 1968).
  - Francisco Mignone, compositeur, pianiste, chef d'orchestre et pédagogue brésilien († 19 février 1986).
  - Cecil Parker, acteur britannique († 20 avril 1971).
- 5 septembre :
  - Pierre Audevie, résistant français du réseau Alliance pendant la Seconde Guerre mondiale († 30 novembre 1944).
  - Morris Carnovsky, acteur américain († 1er septembre 1992).
- 7 septembre : Hilde Goldschmidt, peintre allemande († 7 août 1980).
- 11 septembre : Franklin Lucero, militaire, diplomate et homme politique argentin († 8 octobre 1976).
- 12 septembre :
  - Elzada Clover, botaniste américaine († 2 novembre 1980).
  - Irène Joliot-Curie, physicienne française († 17 mars 1956).
- 15 septembre : Paul Hannaux, peintre, illustrateur et architecte d'intérieur français († 23 octobre 1954).
- 16 septembre : 
  - Georges Bataille, écrivain français († 9 juillet 1962).
  - Paul Neuhuys, poète et écrivain belge († 16 septembre 1984).
  - Battling Siki : boxeur sénégalais († 15 décembre 1925).
- 17 septembre :
  - Eusebio Blanco, footballeur espagnol († 22 avril 1982).
  - Will Meisel, danseur, compositeur et éditeur allemand († 29 avril 1967).
- 18 septembre : Pablo Sorozábal, compositeur espagnol († 26 décembre 1988).
- 20 septembre: Jefim Golyscheff, peintre et compositeur russe puis soviétique († 25 septembre 1970).
- 23 septembre :
  - Paul Delvaux, peintre belge († 20 juillet 1994).
  - Madeleine Fié-Fieux, peintre française († 28 août 1995).
- 25 septembre : William Faulkner, écrivain américain († 6 juillet 1962).
- 26 septembre : Giovanni Battista Montini, futur pape Paul VI († 6 août 1978).
- 30 septembre : Gaspar Cassadó, violoncelliste et compositeur espagnol († 24 décembre 1966).

- 1er octobre : Janis Ferdinands Tidemanis, peintre letton († 12 avril 1964).
- 3 octobre :
  - Louis Aragon, écrivain et poète français († 24 décembre 1982).
  - Nándor Vagh-Weinmann, peintre hongrois et français († 12 décembre 1978).
- 4 octobre : Paul Rémy, peintre français († 23 mars 1981).
- 6 octobre : Jerome Cowan, acteur américain († 24 janvier 1972).
- 7 octobre :
  - Agustín Eizaguirre Ostolaza, footballeur espagnol († 28 novembre 1961).
  - Ruggero Ferrario, coureur cycliste italien († 5 avril 1976).
- 9 octobre : Efim Minine, peintre et graphiste russe puis soviétique († 29 décembre 1937).
- 10 octobre :
  - Jules Matton, coureur cycliste belge († 21 octobre 1973).
  - Lamar Stringfield, compositeur, flûtiste, musicologue et chef d’orchestre américain († 21 janvier 1959).
- 11 octobre : Russell Collins, acteur américain  († 14 novembre 1965).
- 13 octobre : Harrison Kerr, compositeur, éditeur, administrateur et éducateur américain († août 1978).
- 15 octobre :
  - Charlotte Alix, décoratrice et peintre illustratrice française († 7 mai 1987).
  - Chet Brandenburg, acteur américain († 17 juillet 1974).
- 16 octobre : Louis de Cazenave, avant-dernier poilu français survivant († 20 janvier 2008).
- 21 octobre : Lloyd Hughes, acteur américain († 6 juin 1958).
- 23 octobre : Jerzy Adam Brandhuber, peintre polonais († 19 juin 1981).
- 27 octobre : Kliment Red'ko, graphiste et peintre russe puis soviétique († 18 février 1956).
- 29 octobre : 
  - Joseph Goebbels, homme politique allemand († 1er mai 1945).
  - Hope Emerson, actrice américaine († 25 avril 1960).
- 31 octobre : Ruth Wenger, chanteuse d'opéra et peintre suisse († 30 mai 1994).

- 1er novembre : Georges Bohy, homme politique belge († 1er novembre 1972).
- 2 novembre : Dennis King, acteur britannique († 21 mai 1971).
- 3 novembre : Sir Frederick Stratten Russell, zoologiste britannique († 5 juin 1984).
- 4 novembre :
  - Oscar Lorenzo Fernández, compositeur brésilien d'origine espagnole († 27 août 1948).
  - Charles Lacquehay, coureur cycliste français († 3 octobre 1975).
- 6 novembre : Leff Schultz, peintre russe et français († 25 décembre 1970).
- 7 novembre : Iazep Adamovitch, homme politique russe puis soviétique († 22 avril 1937).
- 18 novembre : Édouard Lebas, préfet et homme politique français († 4 juillet 1975).
- 20 novembre :
  - Jean-Dominique Van Caulaert, peintre, affichiste, illustrateur et décorateur français († 11 juillet 1979).
  - Nicanor Villalta, matador espagnol (selon certains biographes, il serait en réalité né le 10 décembre 1899) († 6 janvier 1980).
- 21 novembre : Raoul Chavialle, médecin général inspecteur († 26 février 1991).
- 29 novembre : John Alexander, acteur américain († 13 juillet 1982).

- 2 décembre : Henri-Georges Cheval, peintre français († 1975).
- 3 décembre : Elisa Rosales Ochoa, femme politique philippine († 20 septembre 1978).
- 5 décembre : Lige Conley, acteur, scénariste et réalisateur américain († 11 décembre 1937).
- 7 décembre :
  - Leo Monosson, chanteur ténor et acteur allemand († 22 avril 1967).
  - Lazare Ponticelli, dernier poilu français survivant de la Première Guerre mondiale († 12 mars 2008).
- 10 décembre : Francesc Vinyals, footballeur espagnol († avril 1951).
- 11 décembre : Otto Gustav Carlsund, peintre suédois († 25 juillet 1948).
- 14 décembre : 
  - Joseph G. Fucilla, linguiste, lexicographe et hispaniste américain († 22 mars 1981).
  - Serge Kislakoff, peintre français d'origine russe († 29 mars 1980).
- 15 décembre : Zenta Mauriņa, écrivaine, essayiste et philologue lettonne († 25 avril 1978).
- 17 décembre : Władysław Broniewski, poète polonais († 10 février 1962).
- 18 décembre :
  - Esther Carp, peintre juive polonaise († 11 juin 1970).
  - Celso Ramos : homme politique brésilien († 1er avril 1996).
- 21 décembre : Kurt Horwitz, acteur et metteur en scène allemand († 14 février 1974).
- 22 décembre : Gotthard Schuh, peintre et reporter photographe suisse († 29 décembre 1969).
- 24 décembre : Francisco Díaz de León, peintre et graveur mexicain († 29 décembre 1975).
- 26 décembre : Juti Ravenna, peintre italien († 29 avril 1972).
- 27 décembre :
  - Ambrogio Casati, peintre et sculpteur italien († 19 juillet 1977).
  - Albert Dequène, peintre français († 15 mai 1973).

- Date précise inconnue :
  - Céline Aman-Jean, peintre et illustratrice française († 23 juin 1959).
  - Paolo II Bertoleoni, dernier roi (cryptarque) du royaume indépendant de Tavolara († 2 décembre 1962).
  - Esther Carp, peintre polonaise († 1970).
  - Émile Claro, peintre français († 1977).
  - Roland Coudon, peintre, dessinateur, graveur, illustrateur et affichiste de cinéma français († 1954).
  - Mayeum Choying Wangmo Dorji, femme politique indienne puis bouthanaise († 26 mai 1994).
  - Maurice Franck, compositeur, chef d’orchestre et professeur de musique français († 21 mars 1983).
  - Ishiwata Koitsu, artiste et peintre japonais de l’école Shin-Hanga († 1987).
  - Lili Labassi, musicien et interprète algérien de chansons judéo-arabe († 1969).
  - Bahire Bediş Morova Aydilek, femme politique et peintre turque († 10 octobre 1938).
  - Charílaos Mitrélias, juriste et un homme politique grec († 16 mai 1988).
  - Emil Perška, footballeur serbe puis yougoslave († mai 1945).

- 1896 ou 1897 :
- Fernando Obradors, compositeur espagnol d'origine catalane († 1945).

## Décès en 1897
- 26 janvier : Amélie von Schwerin, peintre animalière et de paysage suédoise (° 2 avril 1819).
- 2 février : Homer Dodge Martin, peintre américain (° 28 octobre 1836).
- 5 février : Antonio Cánovas del Castillo, historien et homme d'État espagnol (° 8 février 1828).
- 7 février : Charles-Édouard Boutibonne, peintre français (° 8 juillet 1816).
- 19 février : Jean Scohy, peintre français (° 27 janvier 1824).
- 21 février : Antonino Bonaccorsi, peintre italien (° juin 1826).
- 23 février :
  - Woldemar Bargiel, compositeur et pédagogue allemand (° 3 octobre 1828).
  - Frédéric Lix, peintre et illustrateur français (° 18 décembre 1830).
- 27 février : Vincent Fossat, peintre et illustrateur italien (° 1er août 1822).
- 1er mars : Jules de Burlet, homme politique belge (° 10 avril 1844).
- 4 mars : Henri Pille, peintre et illustrateur français (° 4 janvier 1844).
- 6 mars : Albert Norton Richards, homme politique canadien  (° 8 décembre 1821).
- 19 mars : Antoine d'Abbadie d'Arrast, savant et voyageur français (° 3 janvier 1810).
- 25 mars :
  - Henri Guérard, peintre, graveur, lithographe et imprimeur français (° 28 avril 1846).
  - Edmond Yon, graveur et peintre paysagiste français (° 31 mars 1841).
- 3 avril : Johannes Brahms, compositeur allemand (° 7 mai 1833).
- 10 avril : Frédéric-François III, grand-duc de Mecklembourg-Schwerin (° 1851).
- 18 avril : Charles-Olivier de Penne, peintre et illustrateur français de l'École de Barbizon (° 11 janvier 1831).
- 2 mai : William Cleaver Francis Robinson, homme politique britannique (° 14 janvier 1834).
- 4 mai :  121 Victimes de l'incendie du Bazar de la Charité dont
  - Sophie-Charlotte en Bavière, duchesse d'Alençon (° 23 février 1847).
  - Camille Moreau-Nélaton, peintre et céramiste française (° 1840) et sa belle-fille née Edmée Braun.
- 5 mai :
  - Theodore Bent, archéologue britannique (° 30 mars 1852).
  - Eugène Quesnet, peintre français (° 26 mars 1815).
- 6 mai : Alfred Des Cloizeaux, minéralogiste français (° 17 octobre 1817).
- 7 mai : Henri d'Orléans, militaire et homme politique français (° 16 janvier 1822).
- 12 mai : Willem Roelofs, peintre, aquarelliste, aquafortiste et lithographe néerlandais (° 10 mars 1822).
- 17 mai :
  - Joseph Barsalou, homme d'affaires et homme politique canadien (° 5 décembre 1822).
  - Henri Schneider, industriel franco-allemand, maire du Creusot  (° 10 décembre 1810).
- 19 mai : Heinrich Lossow, peintre allemand (° 10 mars 1840).
- 21 mai : Karol Mikuli, pianiste, compositeur, chef d'orchestre et enseignant polonais (° 20 octobre 1819).
- 28 mai : Louis Français, peintre, graveur et illustrateur français (° 17 novembre 1814).
- 30 mai : Fabrilo (Julio Aparici y Pascual), matador espagnol (° 1er novembre 1866).
- 5 juin : Károly Kamermayer, homme politique hongrois (° 14 mai 1829).
- 7 juin : Victor Mottez, peintre français (° 13 février 1809).
- 11 juin : Henry Ayers, premier ministre britannique d'Australie-Méridionale (° 1er mai 1821).
- 7 juillet : Édouard Dantan, peintre français (° 26 août 1848).
- 12 juillet : Félix Godefroid, harpiste et compositeur belge (° 24 juillet 1818).
- 22 juillet : Antonio Puccinelli, peintre italien (° 1822).
- 30 juillet : Károly Ráth, homme politique hongrois (° 20 février 1821).
- 31 juillet : Auguste Lacaussade, poète français (° 8 février 1815).
- 2 août : El Gallo (Fernando Gómez García), matador espagnol (° 18 août 1847).
- 7 août : Horace Lecoq de Boisbaudran, peintre et pédagogue français (° 14 mai 1802).
- 8 août : William Lamb Picknell, peintre paysagiste américain (° 23 octobre 1853).
- 10 août : James William Abert, officier et explorateur américain (° 18 novembre 1820).
- 4 septembre : Émile Bin, peintre, aquafortiste et homme politique français (° 10 février 1825).
- 12 septembre : Alix Fournier, compositeur français (° 11 octobre 1864).
- 30 septembre : Thérèse Martin, carmélite française (° 2 janvier 1873).
- ? septembre : Alexandru Roman, homme politique, enseignant, académicien et journaliste hongrois d'origine roumaine (° 26 novembre 1826).
- 8 octobre : Alekseï Savrassov, peintre paysagiste russe (° 24 mai 1830).
- 11 octobre : Léon Boëllmann, organiste et compositeur français (° 25 septembre 1862).
- 12 octobre : Kagetomo Kawata, homme politique japonais (° 24 novembre 1828).
- 17 octobre : Christen Pedersen Aaberg, agriculteur et homme politique danois (° 15 septembre 1819).
- 5 novembre : Carlos Machado Bittencourt, homme politique brésilien (° 12 avril 1840).
- 17 novembre : Gilbert de Séverac, peintre français (° 18 août 1834).
- 16 décembre : Alphonse Daudet, écrivain français (° 13 mai 1840).
- 17 décembre : Antoine Sublet, peintre français (° 8 juin 1821).
- 19 décembre : Stanislas de Guaita, poète et occultiste français (° 6 avril 1861).
- 20 décembre : Henri Blanc-Fontaine, peintre français (° 16 janvier 1819).
- 27 décembre : Ndumbe Lobe Bell, chef douala camerounais (° 1839).
- 29 décembre : William James Linton, graveur, illustrateur, écrivain et activiste britannique (° 7 décembre 1812).